# Bíró Dávid (tanár)
Bíró Dávid (Győr, 1715. szeptember 16. – Gyorok, 1775. június 10.) piarista tartományfőnök, gimnáziumi tanár.

## Élete
A humaniorák végeztével a piaristák szerzetébe lépett. 1739-ben misés pappá szentelték; ezután a gimnáziumi alsóbb osztályokat és a retorikát tanította; később Szentannán mint aradi tartományfőnök működött. Miután a román nyelvet megtanulta, a vasárnapokra és ünnepekre szóló episztolákat és evangéliumokat román nyelvre fordította és Kalocsán kinyomatta ezen címmel: Evangelie la toate duminiesele si szerbetorile peszte totanul. (Újra nyomatott Budán 1799-ben.)